# 시파카
시파카(Sifaka)는 인드리과(Indriidae)에 포함되는 시파카속(Propithecus) 영장류의 총칭이다. 다른 여우원숭이들과 마찬가지로 마다가스카르 섬에서만 발견된다.
시파카는 주행성 동물이며, 나무 위에서 사는 동물이다.
시파카는 중간 크기의 인드리과 원숭이로, 키는 45내지 55 cm 정도이고, 몸무게는 약 4 ~ 6 kg 정도이다. 인드리와 다른 점은, 꼬리가 몸 길이 정도라는 것이다. 이들의 털은 길고 부드러우며, 털 색깔은 흰노랑에서 검은갈색에 이르기까지 다양하다. 둥글고 털이 없는 얼굴은 항상 검은 색이다.

## 하위 분류
- 인드리과 (Indriidae) : 양털여우원숭이, 인드리 그리고 시파카
  - 인드리속 (Indri)
  - 양털여우원숭이속 (Avahi)
  - 시파카속 (Propithecus)[2]
    - 왕관시파카(P. diadema) 군
      - 왕관시파카 (Propithecus diadema)
      - 비단시파카 (Propithecus candidus)
      - 밀네에드워즈시파카 (Propithecus edwardsi)
      - 페리에시파카 (Propithecus perrieri)
      - 황금관시파카 (Propithecus tattersalli)

    - 베록스시파카(P. verreauxi) 군
      - 베록스시파카 (Propithecus verreauxi)
      - 코쿠렐시파카 (Propithecus coquereli)
      - 반데르데켄시파카 (Propithecus deckenii)
      - 관시파카 (Propithecus coronatus)

## 사진

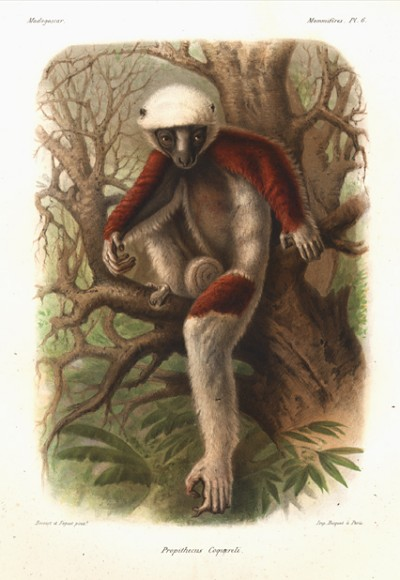
코쿠렐시파카 (P. coquereli)
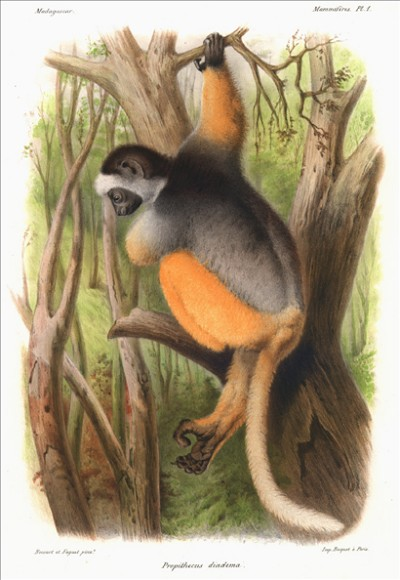
왕관시파카 (P. diadema)
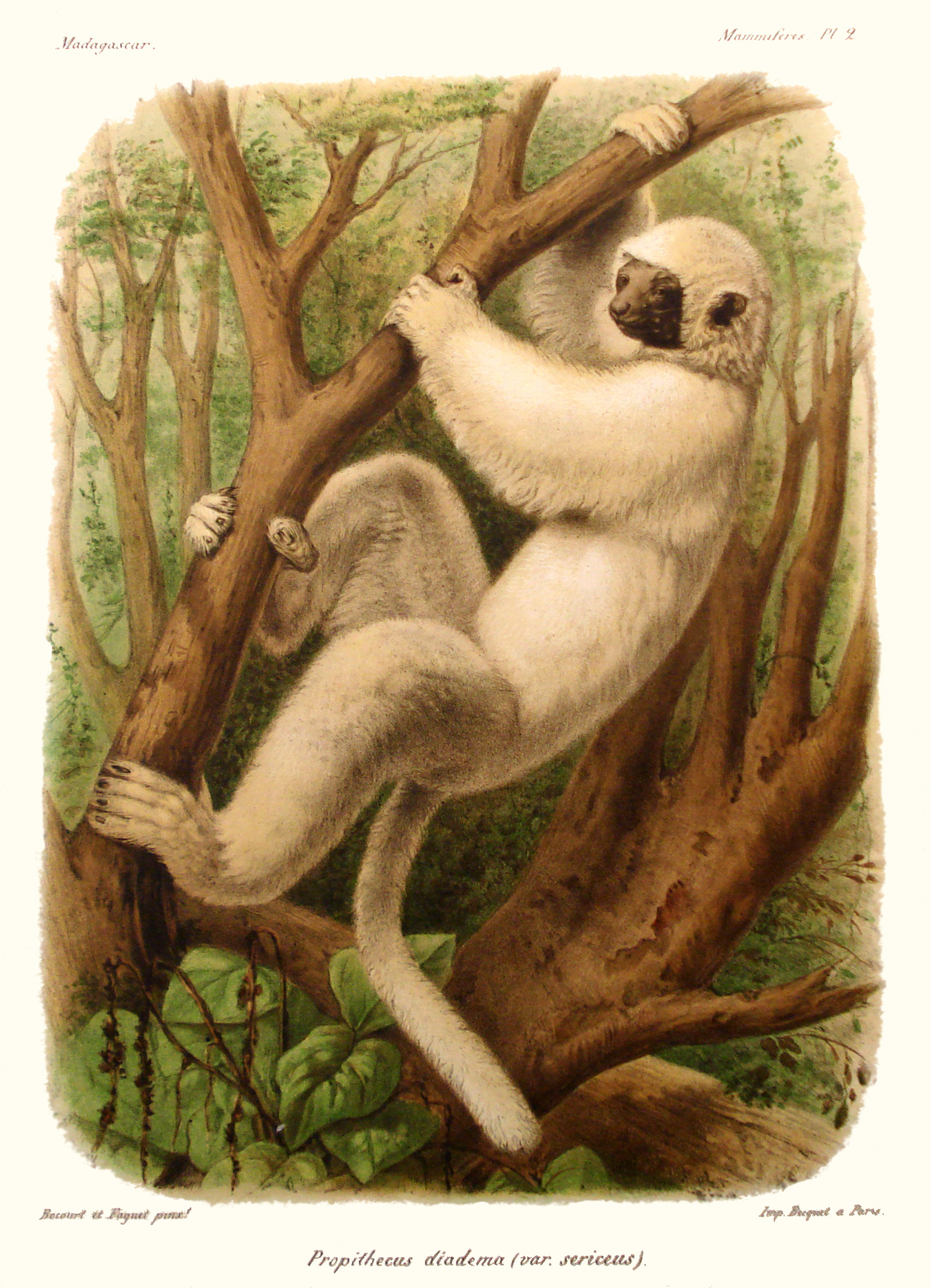
비단시파카 (P. candidus)
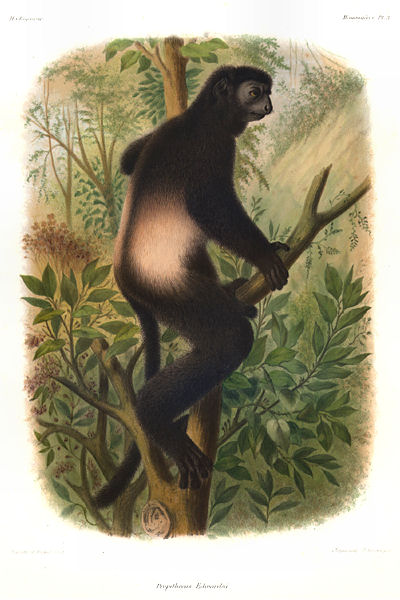
밀네에드워즈시파카 (P. edwardsi)